# Совка (притока Либеді)
Совка — річка у Солом'янському та Голосіївському районі Києва, права притока Либеді. Довжина — 5 км.
Бере свій початок в урочищі Пронівщина. Виток складається з 2 двох основних струмків (один починається поблизу вулиці Кадетський гай, другий — після завершення Зеленогірської вулиці; зливаються струмки у ставку, що розташований між вулицями Колосковою та Пржевальського, на яких разом утворюється верхній каскад Совських ставків (6 ставків). Річка протікає у природній улоговині з крутими схилами в природному руслі. На початку її ширина не перевищує 1 метра, глибина — не більше 15-30 см.
Далі річка перетинає колектором проспект Валерія Лобановського і утворює нижній каскад Совських ставків (11 ставків), витікаючи з них приблизно через 1 кілометр, протікає під Фрометівським узвозом і за кілометр впадає у річку Либідь (протікає під промзоною у колекторі).
У верхній течії — річка протікає природним руслом, після нижноього каскаду ставків — в основному в колекторі.
На плані 1753 року один з витоків (від нинішньої вулиці Кадетський гай) позначений як Бичівка.

## Зображення

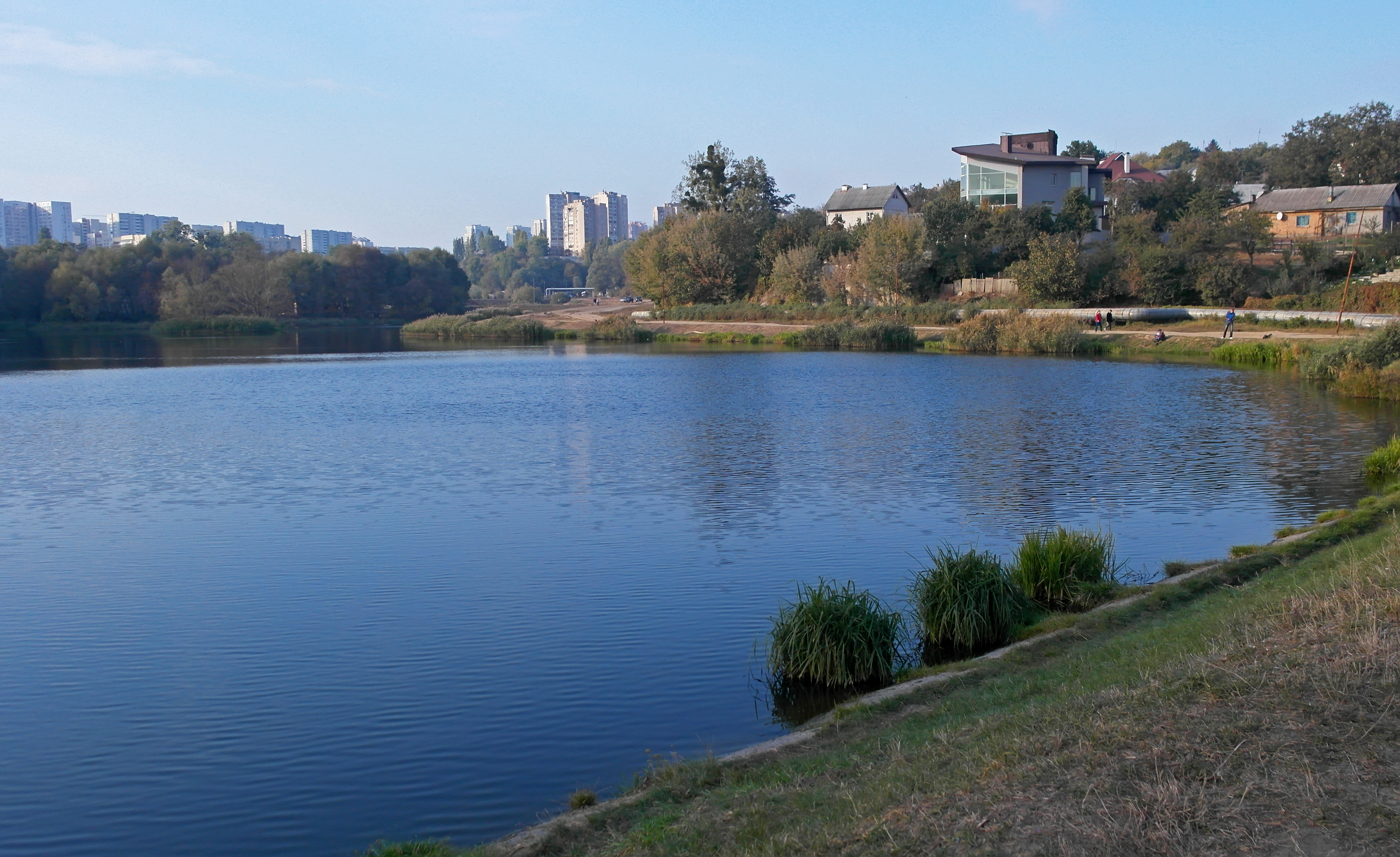
Ставок на річці Совка поблизу Кадетського гаю
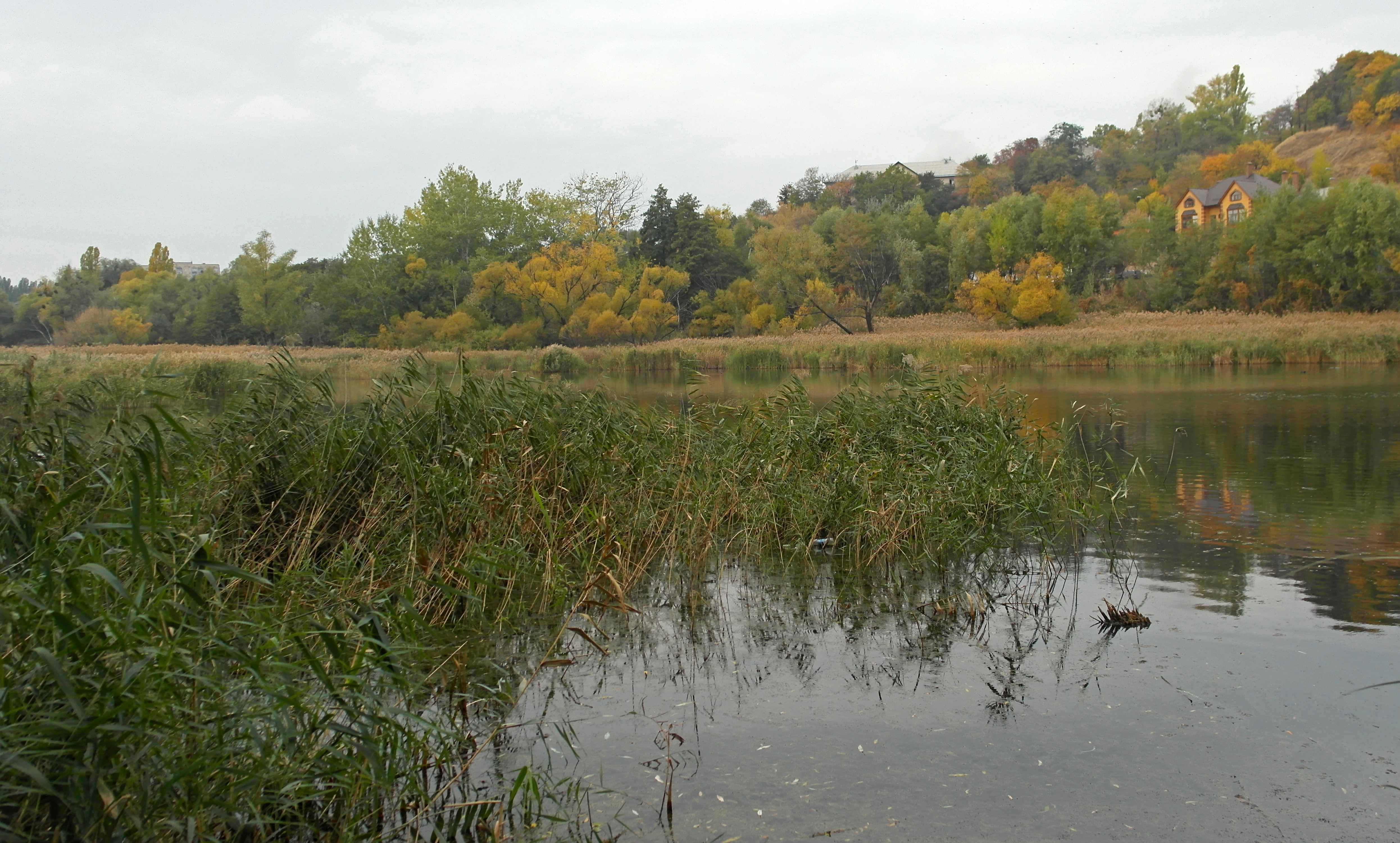
Совські ставки
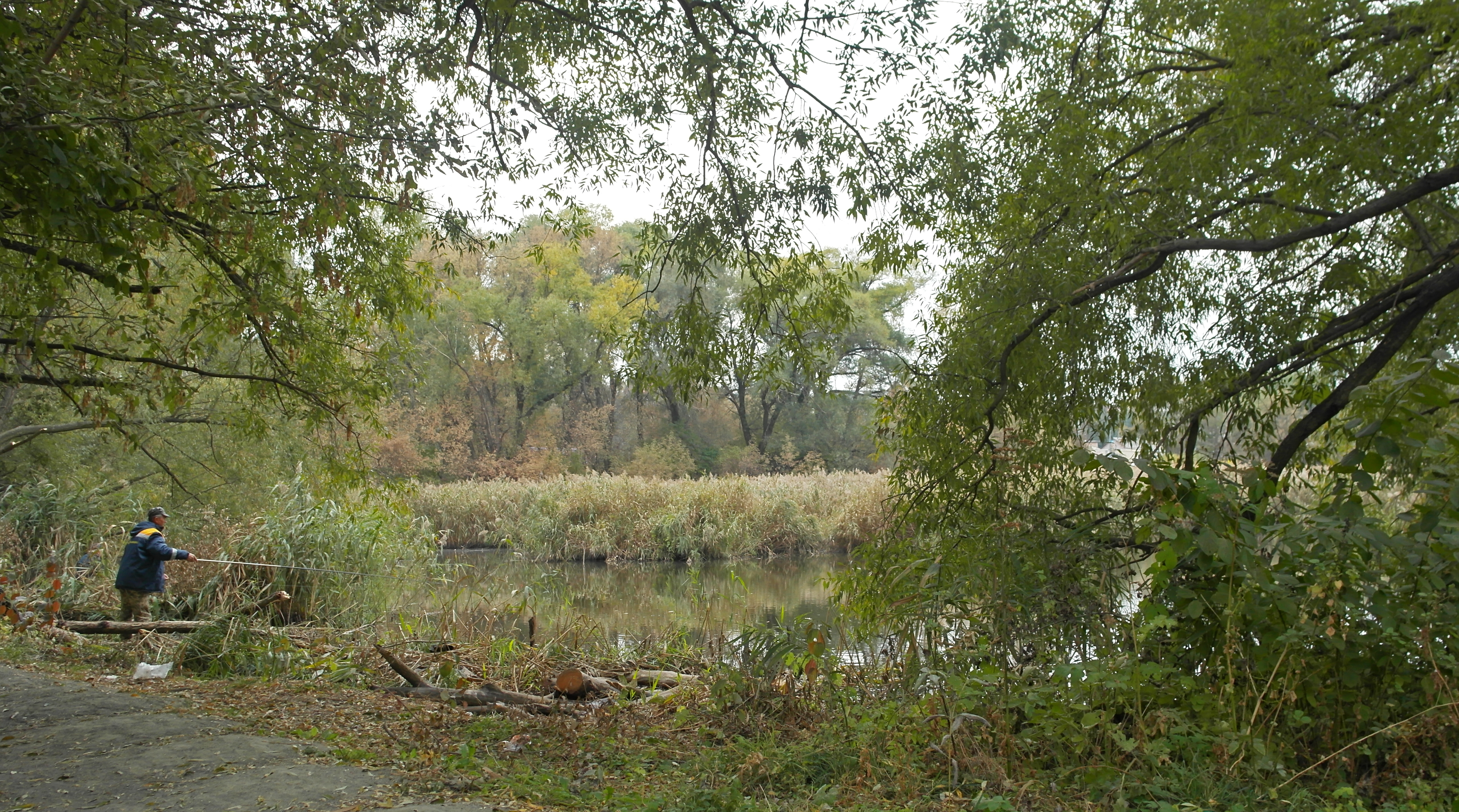
Совські ставки
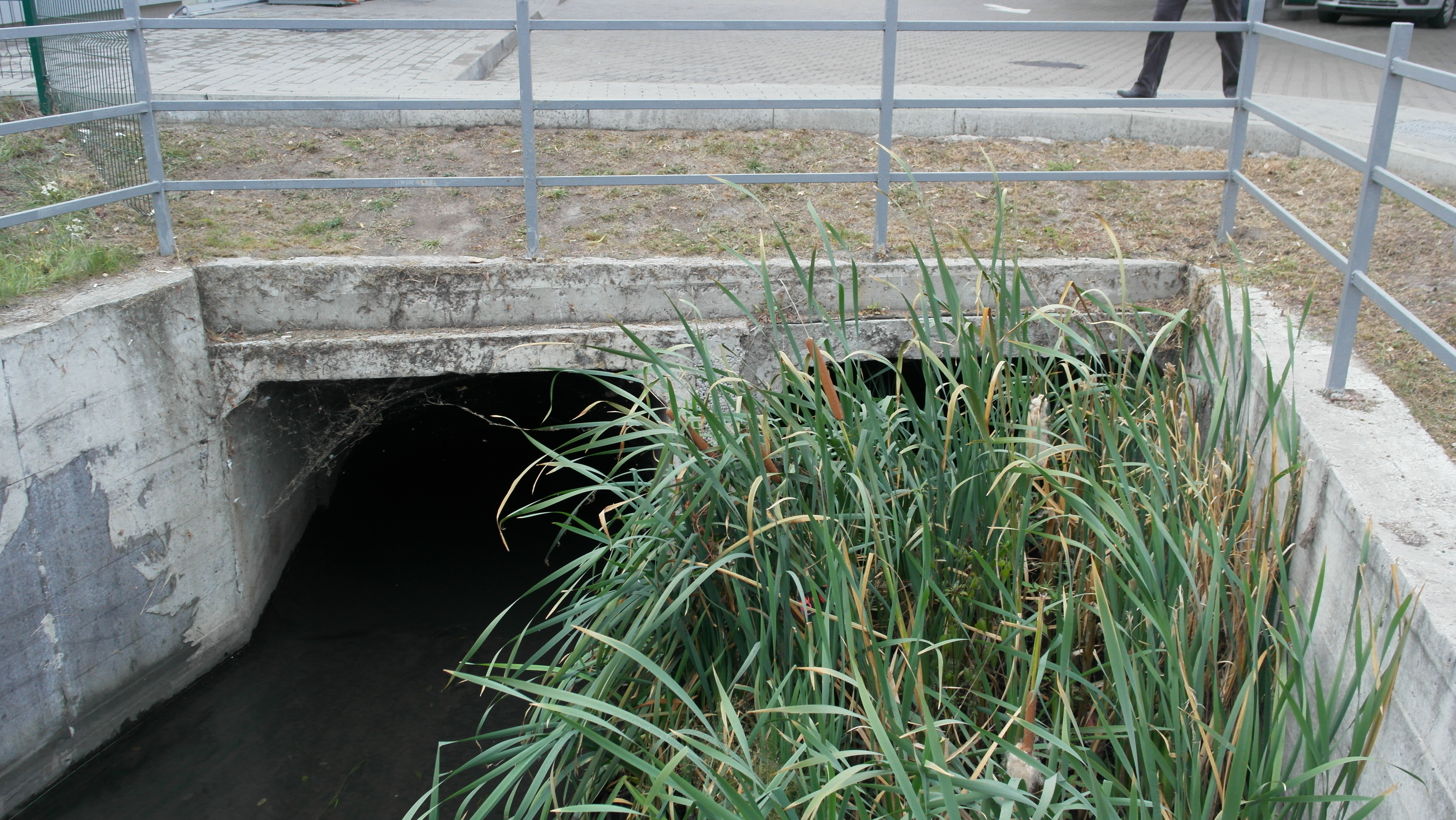
Совка під Фрометівським узвозом
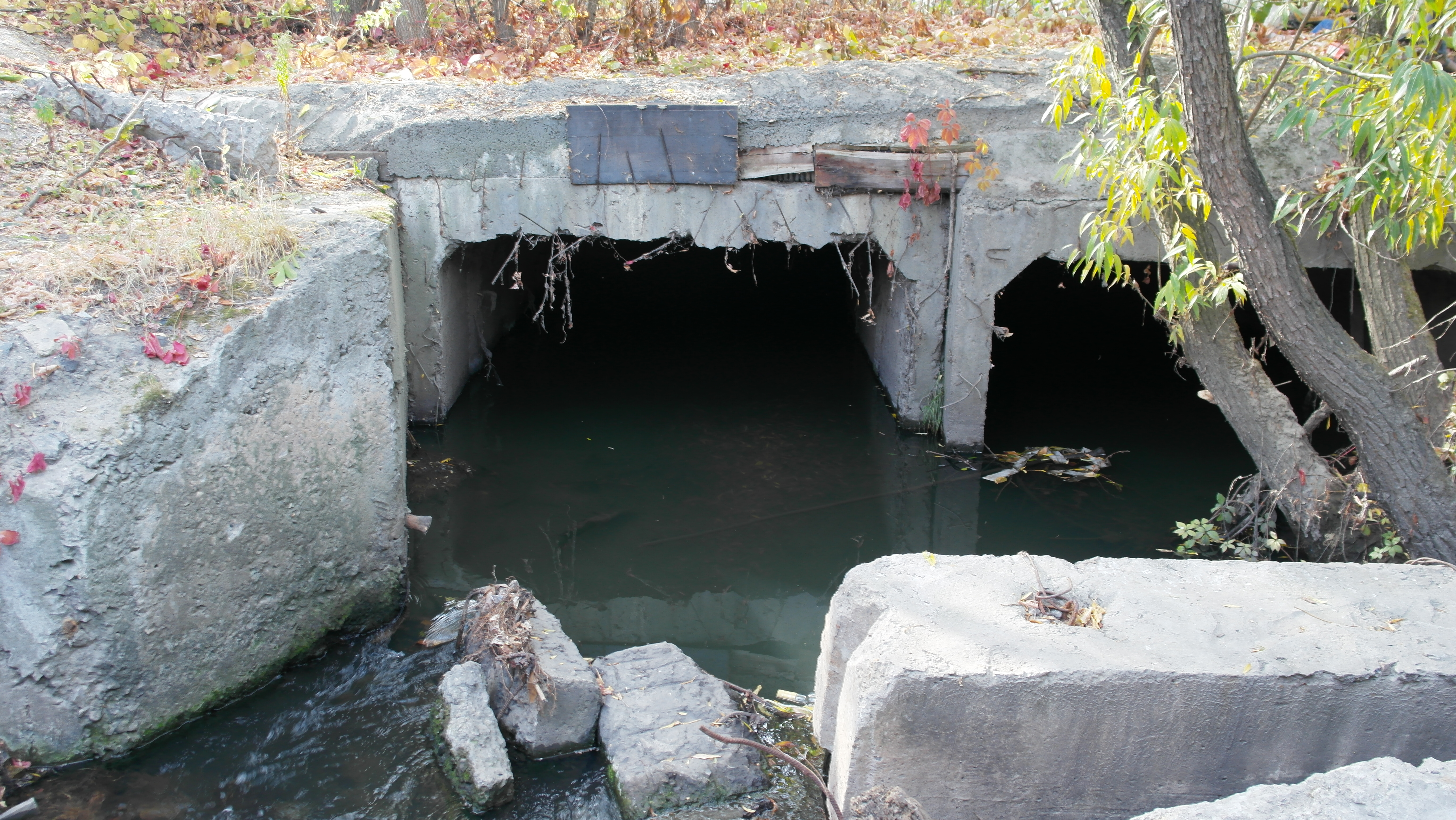
Совка входить в колектор